# Calístrato de Afidnas
Calístrato de Afidnas (o Afidna) (griego Καλλιστράτος Kallistratos; f. 355 a. C.) fue un político y militar ateniense del siglo IV a. C.
Formado en la oratoria, pronto inició su carrera política en el bando demócrata. Sostuvo innumerables debates con el también político Melanipo, su rival más acérrimo que le venciera en muchas ocasiones, pero de quien se cuenta que solía decir al pueblo: "Calístrato bien es mi enemigo, pero triunfe la utilidad de la República". Durante muchos años, como prostates, apoyó los intereses de Esparta en Atenas, reconociendo que Tebas suponía una gran amenaza para Atenas. En 371 a. C. fue uno de los artífices de la paz de Calias, que reconoció la hegemonía de Atenas sobre el mar y la de Esparta sobre tierra. Fue enjuiciado por el asunto de Oropos. A pesar de su magnífica defensa, que impresionó a Demóstenes y por eso se resolvió a estudiar oratoria, fue condenado a muerte en 361 a. C. Huyó a Metone en Macedonia, donde  fue alojado por el rey Pérdicas III, que recurrió a su pericia financiera. Después, fundó las ciudades de Crénides y Dato con un grupo de colonos de Tasos. Tras de la ocupación de la zona por Filipo II de Macedonia, obtuvo refugio en Bizancio. A su regreso a Atenas, en 355 a. C., fue ejecutado.
Fue autor de varias reformas en la administración fiscal ateniense, y forzó a los aliados de Atenas a que prestaran contribuciones ("Syntaxeis") por tomar parte en el esfuerzo de la guerra. 
Véase Jenofonte, Helénicas, iii. 3, vi. 2; y Licurgo, En Leocr. 93.